# Pagoda Thiên Mụ
Pagoda Thiên Mụ (wiet. Chùa Thiên Mụ) – pagoda w mieście Huế w środkowym Wietnamie. 

## Historia
Zbudowana w 1601 roku, w czasach panowania Nguyễn Hoàng, gubernatora prowincji Thuận Hóa z rodu Nguyễn. Według legendy miejsce zbudowania pagody miała władcy wskazać wróżka (wiet. 'Thiên Mụ'), stąd też nazwa pagody. Po powstaniu była wielokrotnie burzona i odbudowywana.
W pawilonie z prawej strony znajduje się stela datowana na rok 1715 osadzona na grzbiecie marmurowego żółwia. Z kolei w pawilonie po lewej stronie przechowywany jest dzwon Đại Hồng Chung z 1710 roku o wadze 2025 kg.